# Antonio Riva Palacio López
Antonio Riva Palacio López (Cuautla, Morelos, 1926 - ibídem, 15 de julio de 2014) fue un político mexicano, miembro del Partido Revolucionario Institucional, fue diputado federal, senador y Gobernador del Estado de Morelos de 1988 a 1994.

## Biografía
Descendiente de la familia Riva Palacio cuya ascendencia se remonta hasta tiempos de la colonia, entre sus antepasados se cuenta a Vicente Riva Palacio y Mariano Riva Palacio. 
Miembro del PRI desde 1946, fue Secretario General de Gobierno de Morelos de 1960 a 1964 durante la gubernatura de Norberto López Avelar; en 1976 fue electo diputado federal por el Distrito electoral federal 1 de Morelos para la L Legisltura que concluyó en 1979 y durante la cual desempeñó la presidencia de la Cámara de Diputados, y en 1982 electo Senador por Morelos para el periodo que debería completar en 1988, siendo durante este periodo presidente de la Gran Comisión del Senado de la República.
No completó su periodo en el Senado pues en 1987 fue postulado candidato del PRI a Gobernador de Morelos, en las elecciones celebradas el 20 de marzo de 1988 obtuvo el 75.8% de los votos y asumió la gubernatura el 18 de mayo del mismo año, finalizando en igual fecha de 1994. 
Al terminar su periodo, de 1994 a 1998 se desempeñó como Embajador de México en Ecuador, al término de su misión se retiró de la política activa, volviendo brevemente en 2012 al aceptar ser asesor de Graco Ramírez, primero como candidato del PRD a la gubernatura y luego gobernador de Morelos.
Falleció en la ciudad de Cuernavaca el 15 de julio de 2014.

## Publicaciones
- Reforma Política y la L Legislatura del H. Congreso de la Unión. (2007)